# Восстание Пугачёва на Урале и в Сибири
Восстание Пугачёва на Урале и в Сибири — часть восстания под предводительством Е. И. Пугачёва на территории уральских провинций Оренбургской и Казанской губерний и Тобольской провинции Сибирской губернии.

## Урал и Западная Сибирь накануне восстания
С начала XVIII века и, в ещё большей степени, второй его половине Урал переживает быстрое развитие металлургической промышленности, становясь одним из самых развитых индустриальных районов в мировом масштабе. Во второй половине столетия на регион приходится практически все производство меди и три четверти производства чугуна в Российской империи. На Урале строятся и государственные заводы, но подавляющее большинство — частные (в 1777 году — 122 из 138), владельцы которых становятся богатейшими людьми России — Демидовы, Твердышев, Мясников и другие. Большинство заводов были построены в безлюдной тайге, на землях, принадлежавших ранее башкирам и представителям других ясашных народов (марийцам, удмуртам и другим). В ряде случаев земли были взяты обманом за бесценок или просто отняты. Помимо земель, необходимых для строительства непосредственно рудника или завода, были задействованы в хозяйственной деятельности земли под добычу строительных материалов — глины, известняка, а также леса под заготовку строевого леса и добычи древесного угля. Потребность в рабочей силе естественным образом привела к массовым переселениям населения из западных частей империи, необходимости в изъятии у башкир дополнительных земель для деревень и сельскохозяйственных угодий переселенцев. Стремительная колонизация башкирских земель привела к многочисленным возмущениям коренных народов Урала, весь XVIII век ознаменован восстаниями башкир, татар.
Проблема нехватки рабочей силы решалась частично перевозом имевшихся во владении или недавно купленных владельцами заводов крепостных крестьян. Но после запрета покупки крестьян для не дворян, основным источником пополнения рабочей силы стала приписка государственных крестьян к казённым и частным заводам. В этом случае, формально оставаясь в своих деревнях для занятий сельским хозяйством, приписные крестьяне должны были лишь отработать на заводе в счёт подушной подати для выплаты государству. При этом часто приписные деревни располагались в нескольких сотнях вёрст от заводов и приписные крестьяне теряли до двух месяцев только на дорогу к заводу, причём это время могло выпасть на самые горячие дни сельскохозяйственных работ. Расценки на заводские работы устанавливались с расчётом задержать приписных на заводе как можно дольше, а в это время помимо подушной подати крестьяне должны были отработать и продукты, которые они могли купить лишь у хозяев заводов и для которых взвинтить на них цены было особенно выгодно, заводская лавка становилась главным средством увеличения прибыли заводчика. С учётом вышеперечисленного, а также того, что работники должны были отработать за подушную подать «за умерших, престарелых, больных, малолетних, беглых и сосланных» из своих деревень, каждый приписной работник должен был отработать два-три размера обычной подати, что при грабительских расценках приводило увеличению срока отработки до 5-6 месяцев, не считая дороги, а значит времени на сельское хозяйство просто не оставалось. В наказах депутатам Уложенного собрания приписные крестьяне указывали: «…хотя некоторые и сеют для своего пропитания хлеба по малому числу, но и того во время снять заводская работа не допускает. А прочие совсем в посеве у себя хлеба не имеют, через что и домов своих лишились». Неудивительно, что приписные олонецких заводов в своей челобитной в 1770 году соглашались даже платить по 3 рубля деньгами с души вместо положенных 2 рублей 70 копеек, в целях избавиться от принудительной отработки подати на заводе..

## Боевые действия на Среднем Урале

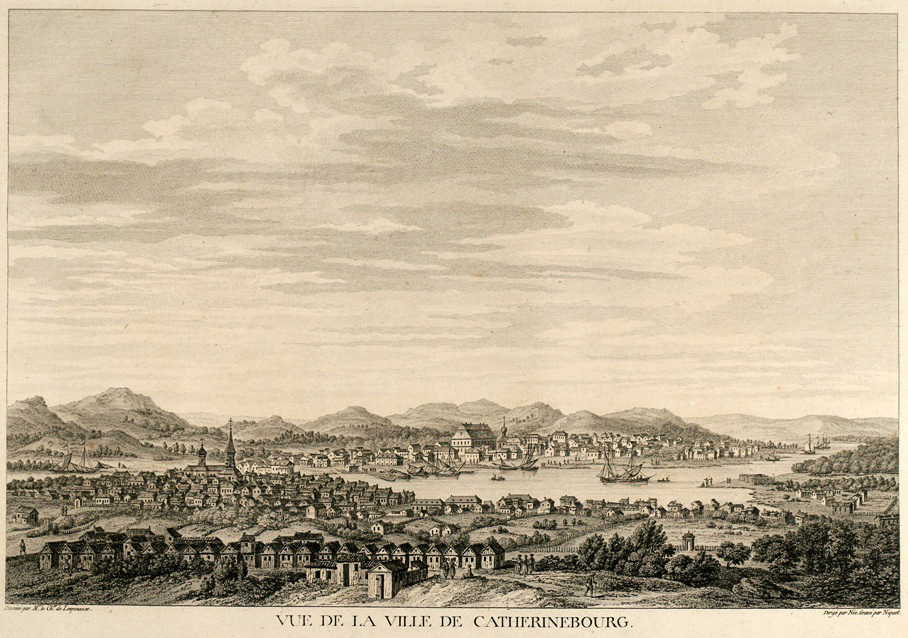
Панорама Екатеринбурга в 1768—1784 годах